# ジョージ・ピーター・アレキサンダー・ヒーリー
ジョージ・ピーター・アレキサンダー・ヒーリー（George Peter Alexander Healy、1813年7月15日 – 1894年6月24日）はアメリカ合衆国の画家である。19世紀半ばのアメリカでも人気のある肖像画家になり、当時の有力な人物の肖像画を描いた。

## 経歴
ボストンでアイルランド系の商船の船長の息子に生まれた。父親を早く亡くし、母親を助けて働いていたが、16歳になってから絵を描き始め、画家になる野心をもった。有名な肖像画家でボストンで亡くなったギルバート・ステュアート(1755-1828)の娘のジェーン・ステュアートが、17世紀のイタリア画家、グイド・レーニの宗教画を貸してくれて、それを模写して地元の教会に売って修行の資金を得た。ジェーン・ステュアートは肖像画家のトマス・サリーを紹介してくれて、サリーからの絵のアドバイスを得ることもできた。18歳で肖像画を描き始め、すぐに成功を収めた。1834年には母親に十分な貯えを残して、ヨーロッパに修行に出ることができた。その後、16年間ヨーロッパに滞在し、パリでアントワーヌ＝ジャン・グロに学び、ローマでも学び、ローマで人気のあったトマ・クチュールの影響も受けた。
1840年にパリのサロンに出展し、三等賞のメダルを得た。1843年にニューヨークのナショナル・アカデミー・オブ・デザインの名誉会員に選ばれた。1855年にルイ16世の宮廷のフランクリンを描いた作品はサロンで二等のメダルを受賞した。
1855年にアメリカに帰国し、シカゴにスタジオを開いた。16年間、シカゴを拠点に活動し、アメリカ各地からの注文を受けて多くの有力者の肖像画を描いた。1869年に再びヨーロッパに移りローマやパリで活動し、ローマ教皇ピウス9世らの肖像画を描いた。1892年にシカゴに戻り、1894年にシカゴで亡くなった。

## 作品

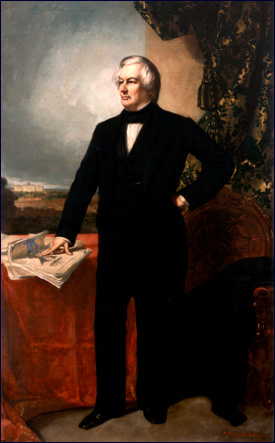
ミラード・フィルモア-第13代大統領
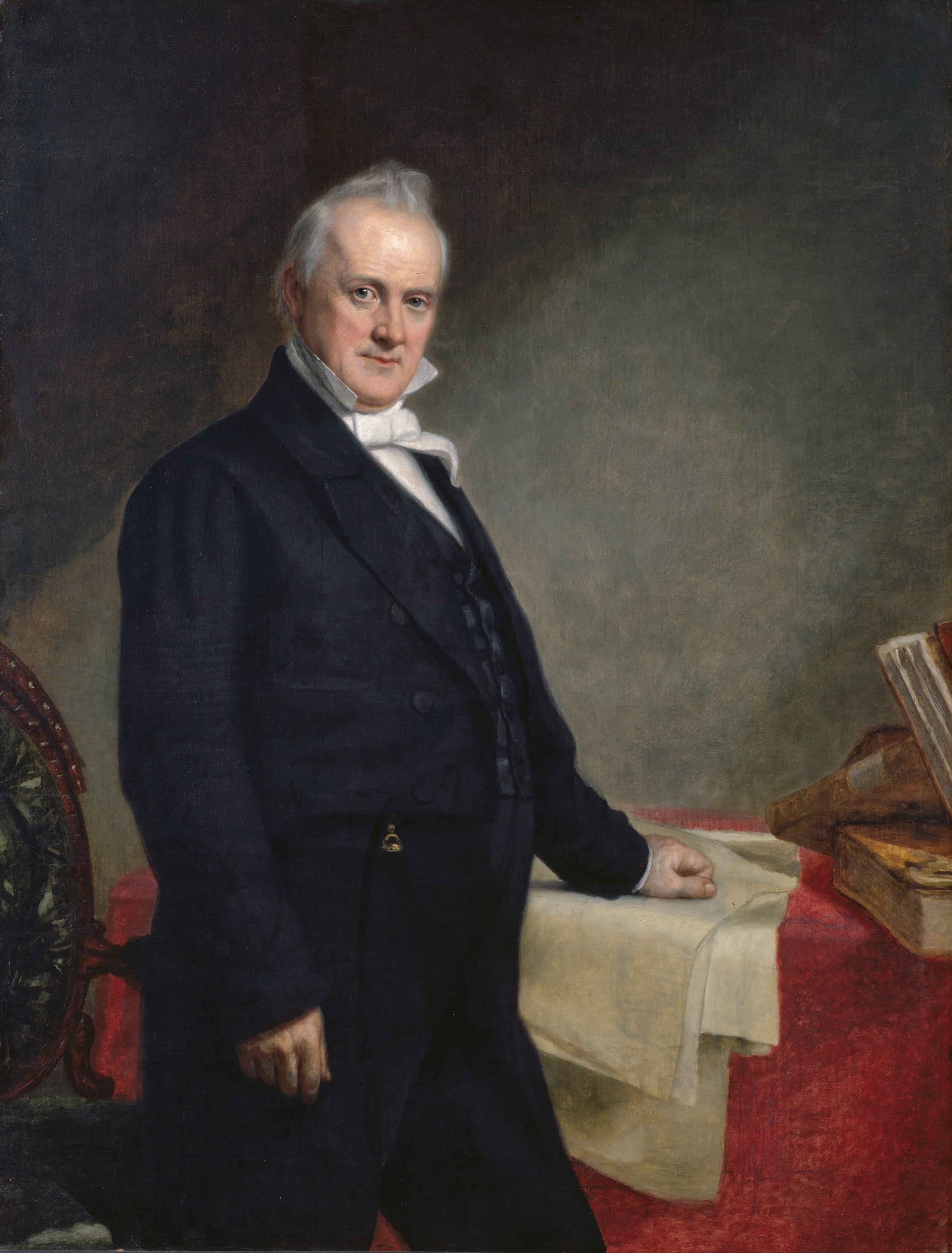
ジェームズ・ブキャナン-第15代大統領
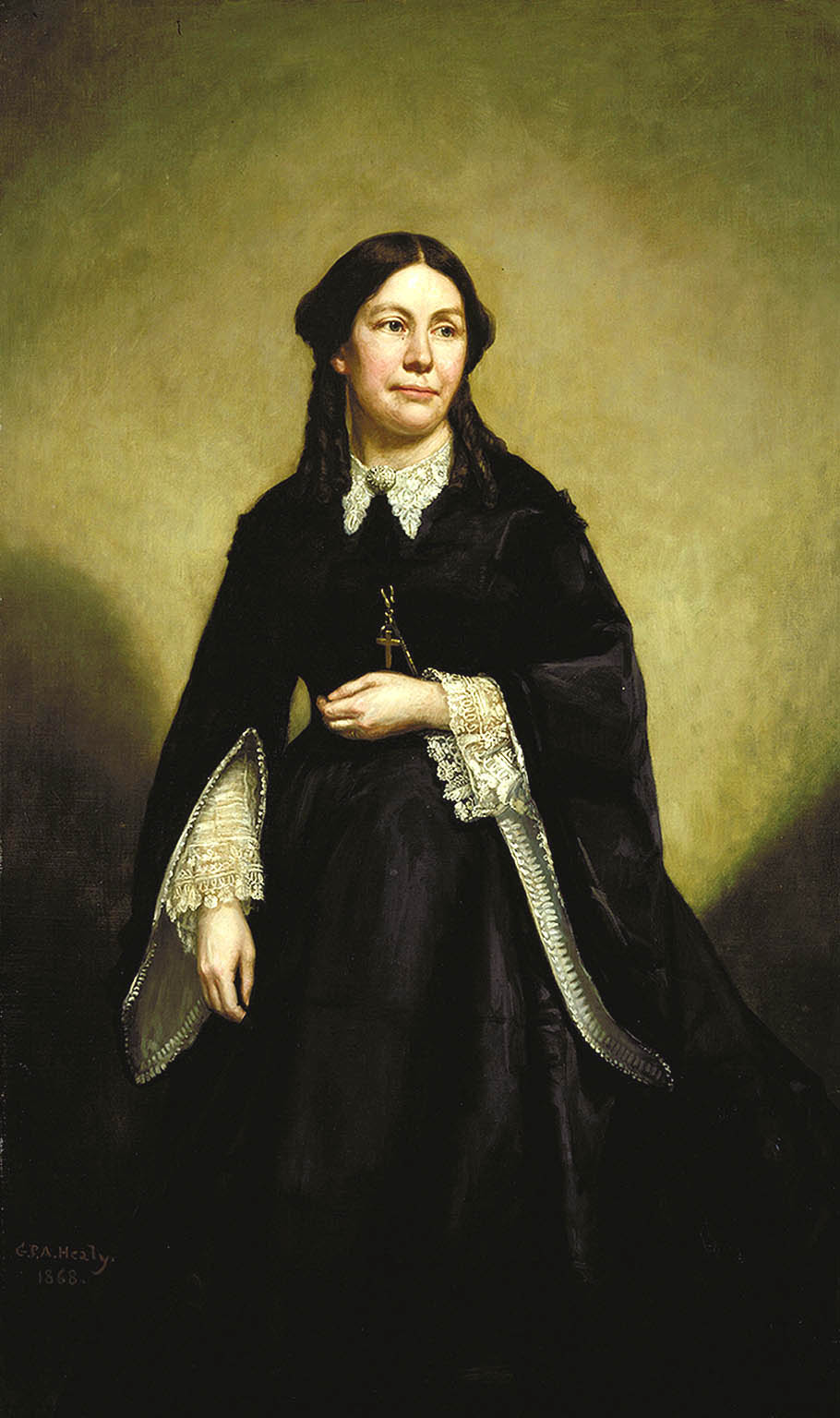
エレーナ・シャーマン-北軍将軍ウィリアム・シャーマンの妻
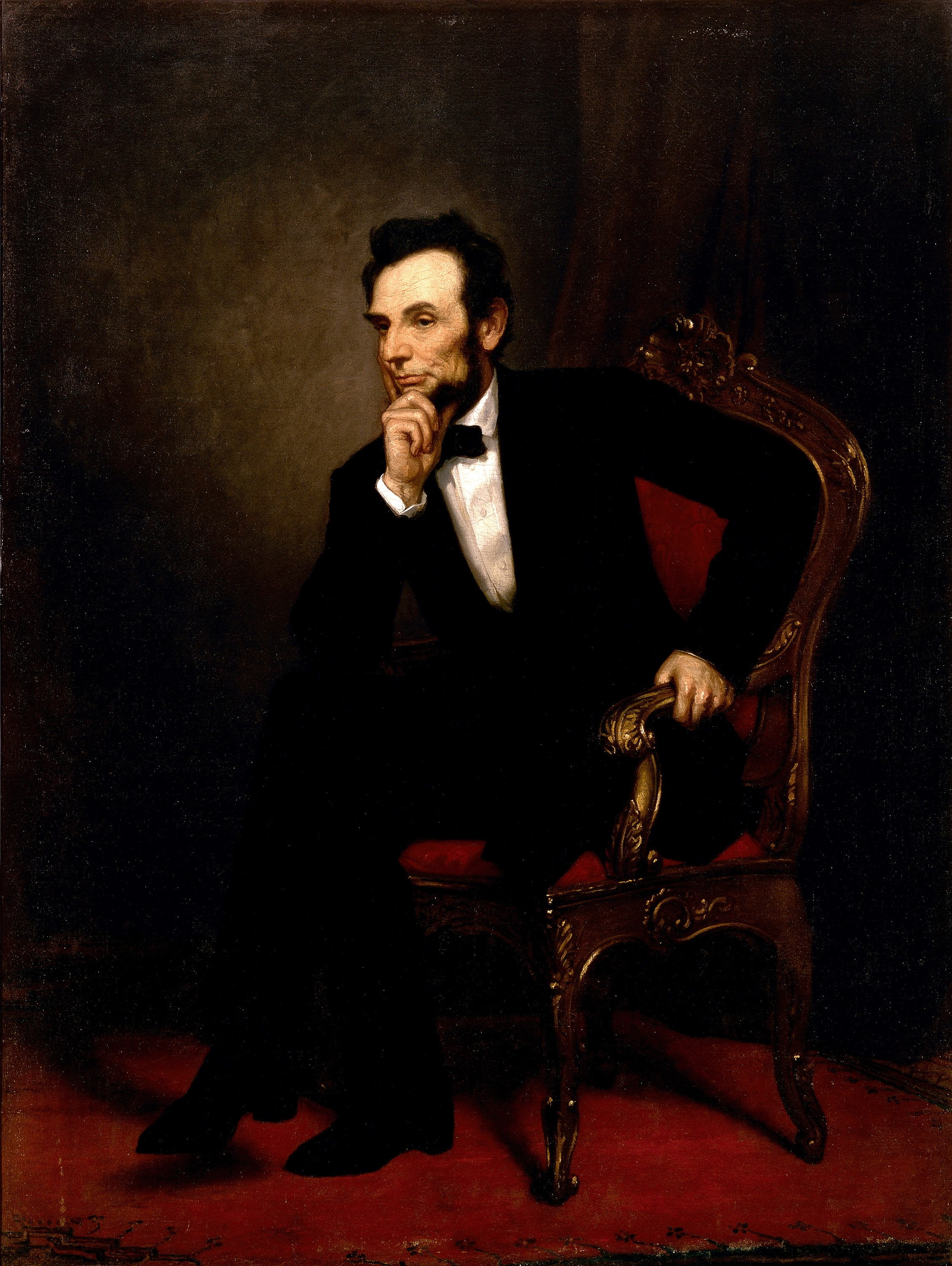
エイブラハム・リンカーン-第16代大統領
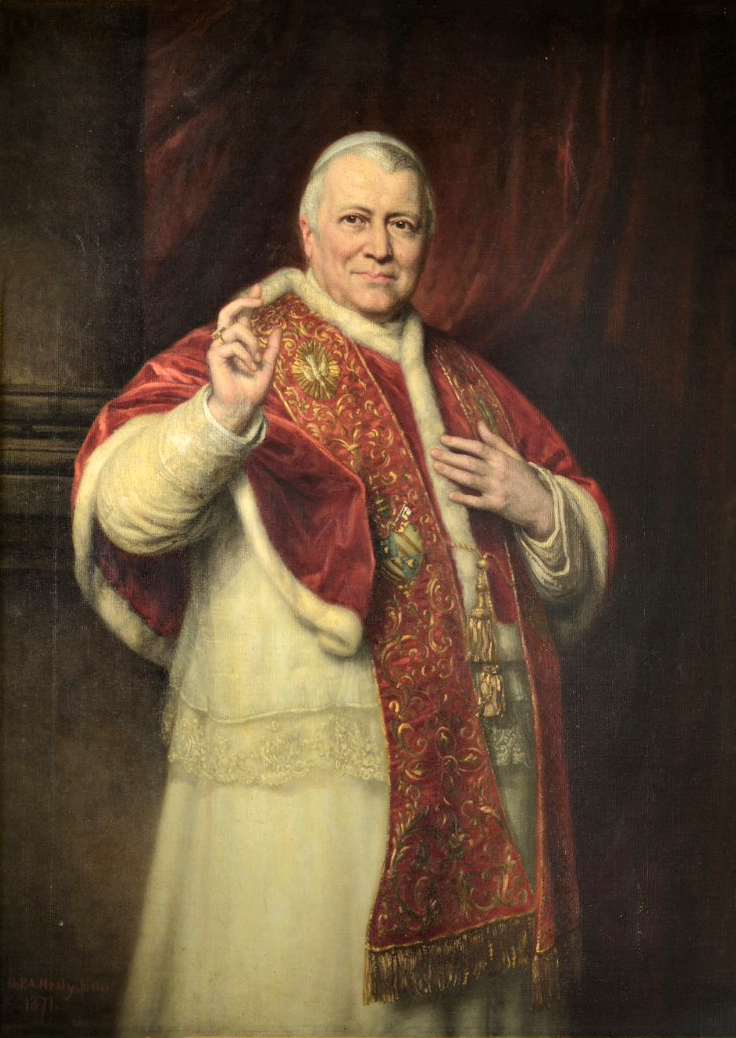
ピウス9世 (ローマ教皇)
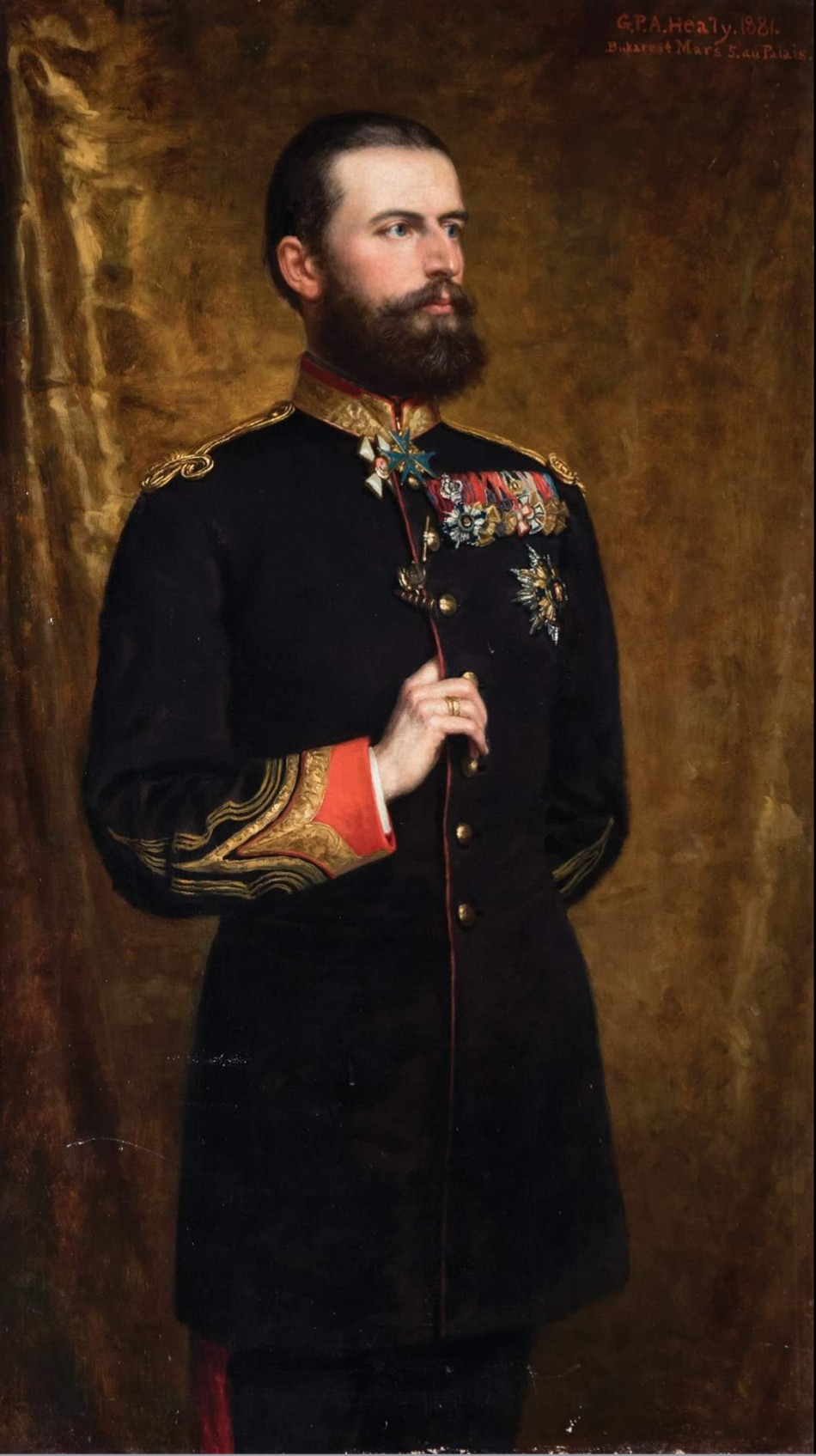
カロル1世 (ルーマニア王)
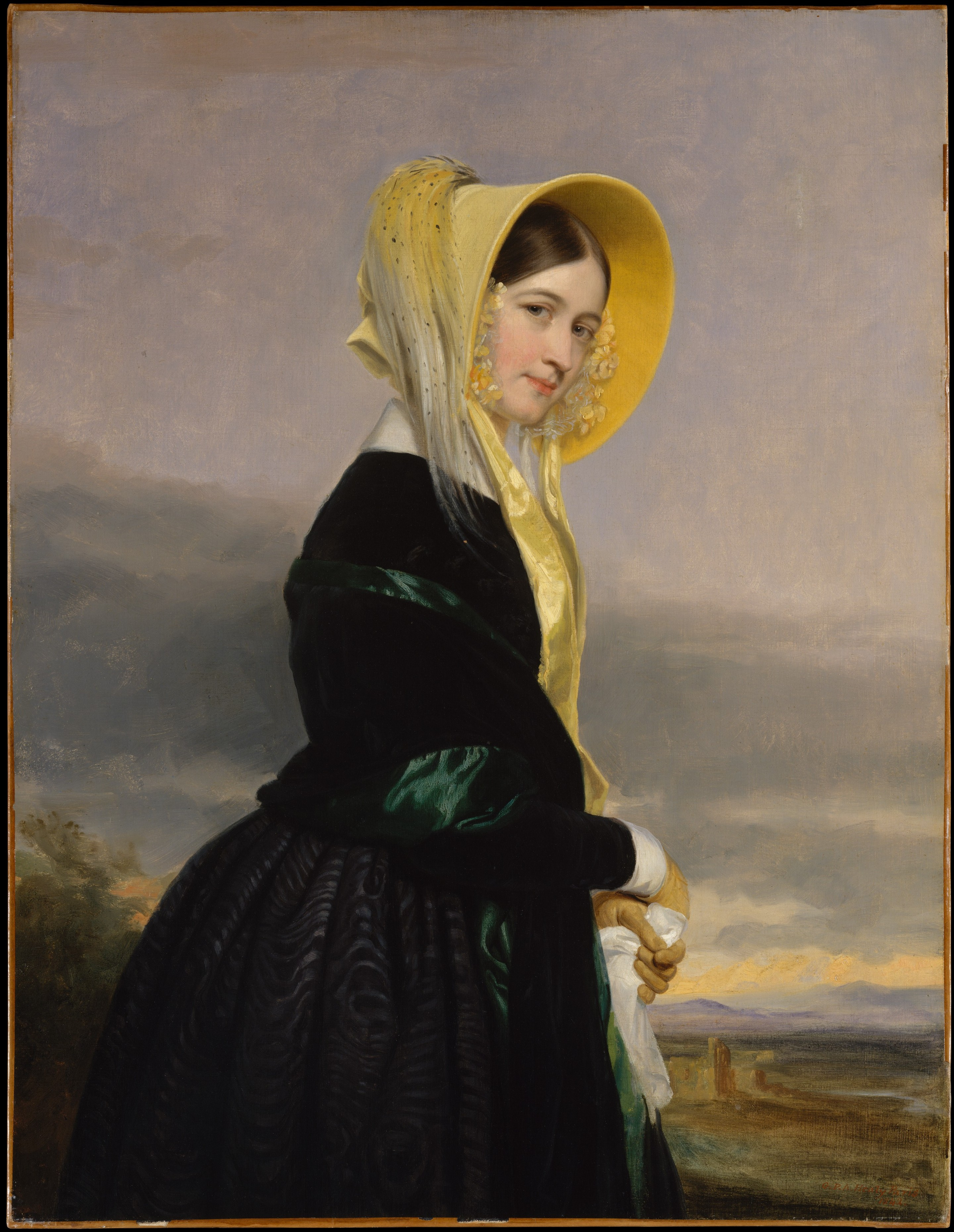
Euphemia White Van Rensselaer Cruger
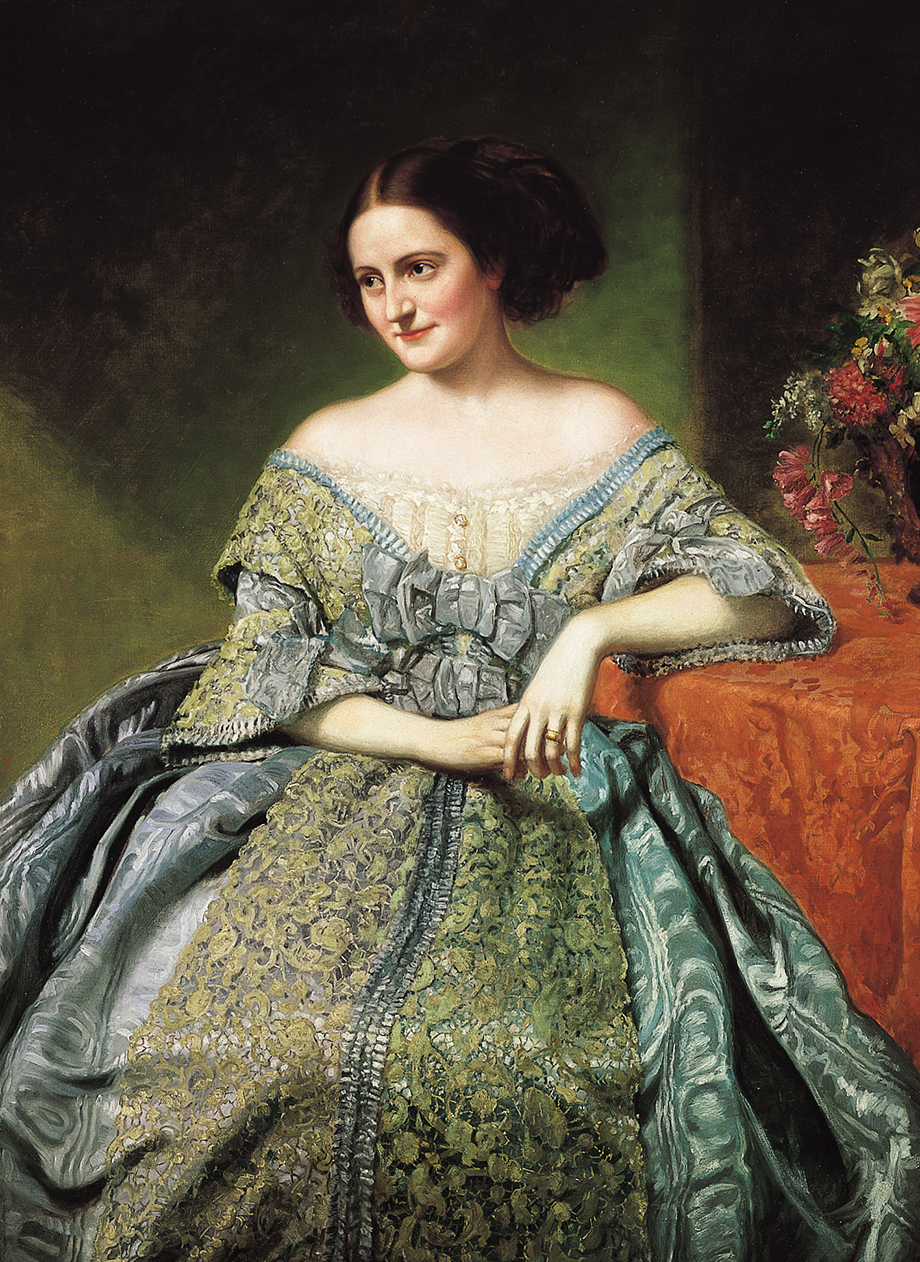
Sallie Ward